# Suècia al Festival de la Cançó d'Eurovisió Júnior
Suècia va ser un dels països fundadors que va debutar al Festival de la Cançó d'Eurovisió Júnior en 2003.
El país escandinau ha participat en el Festival d'Eurovisió Júnior 11 vegades des de la seva creació en 2003. Dos organismes de radiodifusió han estat responsables de la representació sueca en el festival: Sveriges Television (SVT) va ser responsable entre 2003 i 2005, fins que es va retirar juntament amb altres organismes de radiodifusió nòrdics per participar en el Melodi Grand Prix Nordic. Entre 2006 i 2009, la cadena comercial TV4 ha pres la responsabilitat de representar el país al concurs infantil. Després, la cadena pública se'n va tornar a fer càrrec.
Durant els seus anys com participant en el certamen, Suècia ha faltat en algunes ocasions. En 2008, TV4 es va retirar del certamen a causa de canvis programàtics de la cadena durant aquell any. En 2009, la cadena va confirmar el seu retorn al festival i va continuar amb la seva participació fins a 2015, quan es van retirar.

## Participació
Llegenda
| Any                                   | Seu         | Artista                | Cançó                      | Lloc | Punts |
| ------------------------------------- | ----------- | ---------------------- | -------------------------- | ---- | ----- |
| 2003                                  | Copenhaguen | The Honeypies          | «Stoppa mig!»              | 15   | 12    |
| 2004                                  | Lillehammer | Limelights             | «Varför jag?»              | 15   | 8     |
| 2005                                  | Hasselt     | M+                     | «Gränslös kärlek»          | 15   | 22    |
| 2006                                  | Bucarest    | Molly Sandén           | «Det finaste någon kan få» | 3    | 116   |
| 2007                                  | Rotterdam   | Frida Sandén           | «Nu eller aldrig»          | 8    | 83    |
| No hi va participar el 2008           |             |                        |                            |      |       |
| 2009                                  | Kíev        | Mimmi Sandén           | «Du»                       | 6    | 68    |
| 2010                                  | Minsk       | Josefine Ridell        | «Allt jag vill ha»         | 11   | 48    |
| 2011                                  | Erevan      | Eric Rapp              | «Faller»                   | 9    | 57    |
| 2012                                  | Ámsterdam   | Lova Sönnerbo          | «Mitt mod»                 | 6    | 70    |
| 2013                                  | Kíev        | Elias Elffors Elfström | «Det är dit vi ska»        | 9    | 46    |
| 2014                                  | Marsa       | Julia Kedhammar        | «Du är inte ensam»         | 13   | 28    |
| No hi va participar entre 2015 i 2025 |             |                        |                            |      |       |